# Chin Han
Ng Chin Han, solitamente accreditato come Chin Han (黃經漢T, 黄经汉S, Huáng JīnghànP; Singapore, 27 novembre 1969), è un attore singaporeano-statunitense di teatro, cinema e televisione la cui carriera ha abbracciato oltre 20 anni.
Ha ottenuto grande consenso interpretando Masters of the Sea, la prima incursione della televisione di Singapore negli sceneggiati in lingua inglese.
In anni recenti Han ha sfondato nell'industria cinematografica di Hollywood con 3 Needles. È apparso anche nel film Il cavaliere oscuro nella parte di Chen Lau, e nel film del 2009 di Roland Emmerich 2012 nella parte di Tenzin. Chin Han è apparso nel film L'amore che resta nel ruolo del Dr. Lee nel 2011, seguito dall'interpretazione nel film di Steven Soderbergh Contagion nella parte dell'epidemiologo Sun Feng. Nel 2012 ha partecipato all'episodio "Per diventare angeli" di Fringe nella parte di Neil, e successivamente ha interpretato l'inviato cinese Zheng Min nei quattro episodi finali di Last Resort della ABC. Nel 2014 è apparso nel ruolo di Jia Sidao in Marco Polo. Nel 2016 è nel cast del film Independence Day - Rigenerazione. Nel 2017 ottiene il ruolo di Togusa, un onesto agente e ufficiale della Sezione 9, nel film Ghost in the Shell (basato all'omonima serie manga e anime). Nel 2021 ha ottenuto il ruolo del malvagio stregone mangiatore di anime Shang Tsung nel film reboot Mortal Kombat, basato all'omonima serie di videogiochi picchiaduro.

## Filmografia

### Cinema
- Blindness, regia di Anna Chi (1998)
- 3 Needles, regia di Thom Fitzgerald (2005)
- Il cavaliere oscuro (The Dark Knight), regia di Christopher Nolan (2008)
- 2012, regia di Roland Emmerich (2009)
- L'amore che resta (Restless), regia di Gus Van Sant (2011)
- Contagion, regia di Steven Soderbergh (2011)
- The Sixth Gun, regia di Jeffrey Reiner, film TV (2013)
- Final Recipe, regia di Gina Kim (2013)
- Captain America: The Winter Soldier, regia di Anthony e Joe Russo (2014)
- Independence Day - Rigenerazione (Independence Day: Resurgence), regia di Roland Emmerich (2016)
- Ghost in the Shell, regia di Rupert Sanders (2017)
- Skyscraper, regia di Rawson Marshall Thurber (2018)
- Mortal Kombat, regia di Simon McQuoid (2021) – Shan Tsung

### Televisione
- Masters of the Sea, serie TV (1994)
- AlterAsians, miniserie TV (2000)
- Fringe, serie TV, episodio 4x11 (2011)
- Last Resort, serie TV, 13 episodi (2012)
- Arrow, serie TV, 4 episodi (2013)
- Serangoon Road, serie TV, 10 episodi (2013)
- The Blacklist, serie TV, 7 episodi (2013-2023)
- Marco Polo, serie TV, 11 episodi (2014-2016)
- The Spoils Before Dying, miniserie TV, 5 episodi (2015)
- Lethal Weapon, serie TV, episodio 1x10 (2017)
- American Born Chinese, serie TV, 8 episodi (2023)

## Doppiaggio
- Sleeping Dogs – videogioco (2012)

## Doppiatori italiani
Nelle versioni in italiano dei suoi lavori, Chin Han è stato doppiato da:
- Massimo De Ambrosis ne Il cavaliere oscuro, Mortal Kombat
- Sergio Lucchetti in Captain America: The Winter Soldier, Marco Polo
- Roberto Gammino ne L'amore che resta, The Blacklist (st. 9-10)
- Oreste Baldini in Contagion
- Nino D'Agata in Independence Day: Rigenerazione
- Simone D'Andrea in Ghost in the Shell
- Mauro Gravina in Skyscraper
- Antonio Sanna in Fringe
- Marco Baroni in The Blacklist (st. 1)
- Francesco Bulckaen in American Born Chinese